# Attentat de la base de Chapman
L'attentat-suicide de la base de Chapman a lieu le 30 décembre 2009 dans la base opérationnelle avancée Chapman contre une installation secrète de la CIA en Afghanistan, dans la province de Khost. Perpétré par un agent triple, Humam Khalil Abu-Mulal al-Balawi, un médecin jordanien de 36 ans, devenu une taupe pour la CIA, l'attentat-suicide a été revendiqué par plusieurs groupes distincts. Selon le directeur de la CIA Leon Panetta, c'est la plus grosse perte militaire de la CIA depuis les attentats du 18 avril 1983 lors de la guerre du Liban, et la quatrième perte reconnue de la CIA pendant la guerre d'Afghanistan.

## Le kamikaze et l'attentat
Le 30 décembre 2009 à 16 h 30, Abu Dûjana Al-Khourâssâny, médecin jordanien islamiste que le Dairat al-Mukhabarat al-Ammah jordanien et la CIA croyaient avoir retourné, commet un attentat-suicide au sein de la base américaine de Khost, en Afghanistan, comportant une équipe de la CIA, tuant cinq fonctionnaires de l'agence ainsi que deux employés de Xe (ex-Blackwater ; il s'agit de Dane Clark Paresi et de Jeremy Wise, et ils ont été au début publiquement assimilés à des agents de la CIA,) ainsi que son officier traitant jordanien, Sharif Ali Ben Zeid, du General Intelligence Department et cousin du roi Abdallah II . 
Ayant déjà été arrêté en 2008 par les services secrets jordaniens pour s'être illustré sur les sites djihadistes en tant que propagandiste, on l'avait menacé de mettre fin à sa carrière médicale s'il n'acceptait pas de voyager au Pakistan afin d'infiltrer les réseaux d'Al-Qaïda . Il devient ensuite un élément éminent en confirmant plusieurs informations reçues par la CIA et concernant le cercle dirigeant d'Al-Qaïda , après que les services jordaniens, convaincus de sa réhabilitation, ont proposé ses services à l'agence de Langley. 
La base de Chapman abrite la Special Activities Division de la CIA, et les fonctionnaires tués de la CIA (dont des analystes) faisaient partie des experts mondiaux d'Al-Qaïda.
| Nom                     | Affiliation et position                                  | Age         |
| Jennifer Lynne Matthews | Officier (féminin) de la CIA, chef de la base de Chapman | 45          |
| Harold Brown            | Officier de la CIA                                       | 37          |
| Elizabeth Hanson        | Officier de la CIA                                       | 30          |
| Darren LaBonte          | Interprète                                               | 35          |
| Scott Roberson          | Officier de la CIA                                       | 39          |
| Dane Paresi             | Garde de sécurité de Xe, sous contrat avec la CIA        | 46          |
| Jeremy Wise             | Garde de sécurité de Xe, sous contrat avec la CIA        | 35          |
| Al Shareef Ali bin Zeid | Agent du Dairat al-Mukhabarat al-Ammah jordanien         | Non dévoilé |
| Arghawan                | Directeur de sécurité de la base                         | Non dévoilé |

## Revendications et spéculations
Les services secrets jordaniens avaient affirmé qu'al-Balawi détenait des informations permettant de remonter jusqu'au docteur Ayman al-Zawahiri, n° 2 de l'organisation d'Oussama ben Laden. Le kamikaze avait notamment enregistré une vidéo, en présence d'Hakimullah Mehsud, dans laquelle il appelait à la vengeance de la mort de Baitullah Mehsud, l'ancien chef du Tehrik-e-Taliban Pakistan tué en 2009 dans une attaque de drone. Il postait également sur des sites djihadistes, mais il semble que la CIA considérait qu'il s'agissait-là d'une activité destinée à infiltrer Al-Qaïda .
Plusieurs groupes talibans rivaux ont revendiqué l'attaque, et les Américains n'ont pas déterminé, en janvier 2010, quel groupe exactement est à l'origine de l'attaque. Une première revendication affirmait que l'attentat avait été perpétré par un militaire afghan, « Samiullah » . Par la suite, le chef taliban pakistanais Hakimullah Mehsud, réfugié au Waziristan du Nord depuis l'offensive pakistanaise d'octobre 2009 dans son fief du Waziristan du Sud, apparaît le 9 janvier 2010 dans une vidéo annonçant la mort de l'agent-double, ce qui confirmerait ses liens avec les talibans pakistanais et sa sympathie à l'encontre de l'ancien chef du Tehrik-e-Taliban Pakistan, Baitullah Mehsud. Il est toutefois très inhabituel que des talibans pakistanais revendiquent des attentats en Afghanistan. Par ailleurs, Zabihullah Mujahid, porte-parole des talibans afghans, a aussi revendiqué l'attaque. 
Selon certains responsables américains, dont l'ancien directeur de la Ben Laden Issue Station de la CIA, Michael Scheuer, l'attentat-suicide aurait plutôt bénéficié de l'organisation du réseau afghan de Djalâlouddine Haqqani, qui a introduit la tactique des attentats-suicides en Afghanistan,. 

## Arrestations, enquêtes et conséquences sur l'organisation de la CIA
Fin janvier 2010, la Jordanie annonçait l'arrestation d'une quarantaine d'islamistes présumés, en lien avec cet attentat.
L'attentat a conduit à une double enquête, l'une menée par l'ex-diplomate Thomas Pickering avec l'ex-chef des renseignements du département de la Sécurité intérieure, Charles E. Allen (en), l'autre par 14 officiers de la CIA, dont une grande partie provenant du contre-espionnage . Ces enquêtes ont abouti à des résultats similaires, soulignant la non prise en compte d'avertissements selon lesquels un agent double était en cours de préparation d'un attentat, tout en rejetant la responsabilité sur un manque de coordination entre agences et sans viser nommément aucun officier ni aucune agence spécifique. Elles ont aussi montré que les standards courants utilisés pour s'assurer de la fiabilité des informateurs ont été suspendus dans le cas de Balawi.
L'enquête interne de la CIA a montré que les services jordaniens étaient divisés au sujet de la fiabilité de Balawi, l'auteur de l'attentat-suicide. Début décembre 2009, un agent jordanien a ainsi fait part de ses doutes à son homologue américain à Amman. Cet avertissement n'a pas été transmis à la hiérarchie, l'agent de la CIA pensant qu'en fait d'une lutte interne de pouvoir entre les services jordaniens, qui aurait eu pour objet de déterminer qui aurait la responsabilité de l'agent double.
À la suite de cette enquête, le chef de la CIA, Leon Panetta, a ordonné d'augmenter les contrôles de contre-espionnage au sein de l'agence, créant une « cellule rouge », ainsi que ceux à l'entrée des bases militaires. Il a aussi augmenté les compétences minimales requises et l'entraînement des officiers servant en zone conflictuelle, certains des agents-clé de l'affaire n'ayant auparavant jamais servi sur des champs de bataille. Le prédécesseur de Panetta, Michael V. Hayden, a soutenu les conclusions de l'agence, considérant qu'il s'agissait d'une erreur due à des défauts d'organisation systémique, et non d'une faute personnelle d'un ou plusieurs agents.

## Médias

### Cinéma
Cet attentat est présenté de manière romancée dans le film Zero Dark Thirty avec Jennifer Ehle dans le rôle de l'officier de la CIA Jessica, version romancée de l'agent Jennifer Lynne Matthews.